# 飛龍大橋

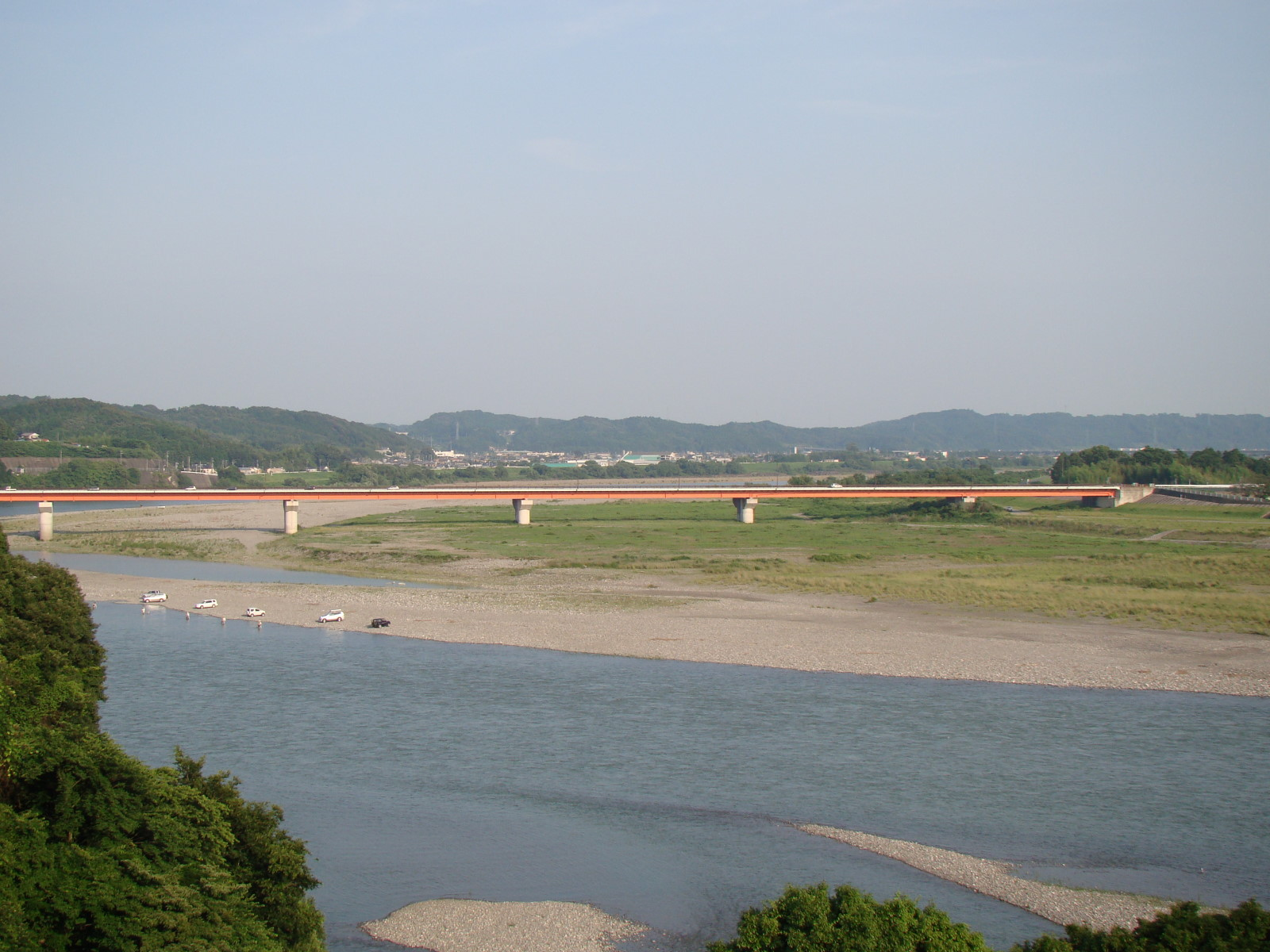
2009年7月撮影

飛龍大橋（ひりゅうおおはし）は、静岡県磐田市上野部から浜松市浜名区上島を結ぶ天竜川の橋である。河口から12番目（天竜川橋：東名高速道路、新新天竜川橋：国道1号、天竜川鉄橋：JR東海道本線、東海道新幹線を含む）である。

## 概要
- 車線数：2車線
- 全長：1100m
- 鹿島橋の渋滞対策として建設された。現在は全線2車線道路であるが、将来の拡幅に備え、4車線分の用地が確保されている。

## 沿革
- 2001年3月：開通

## 道路
- 国道152号浜北バイパス

## 接続する道路
- 静岡県道40号掛川天竜線
- 静岡県道344号二俣浜松線※アンダーパス形式の立体交差である。

## 周辺および最寄り施設

### 磐田市側
- ひりゅうクリニック

### 浜松市側
- 泉蔵寺
- 諏訪神社
- 上島区民センター
- JAトピア浜松上島店
- 浜松市立上島幼稚園